# Fun, Live and Criminal
Fun, Live and Criminal è il quinto album di raccolta del gruppo musicale statunitense Fun Lovin' Criminals, pubblicato nell'aprile 2011.
La raccolta è composta da 3 CD.

## Tracce

### Disco 1
1. Jimi Choo – 3:04
2. Classic Fantastic – 3:37
3. Big Night Out – 4:21
4. Korean Bodega – 2:55
5. Loco – 4:06
6. The Grave And The Constant – 4:47
7. Swashbucklin' In Brooklyn – 4:08
8. Back On The Block – 3:53
9. Bump – 3:36
10. Mister Sun – 4:38
11. King Of New York – 4:07
12. Mars – 3:44
13. Scooby Snacks – 3:15
14. Blues For Suckers – 3:32
15. Coney Island Girl – 1:41
16. We, The Three – 3:07
17. Love Unlimited – 4:28
18. Live Have Love – 3:24
19. We Have All The Time In The World – 4:05
20. The Fun Lovin' Criminal – 4:02

### Disco 2
1. I Love Livin' In The City – 4:10
2. Bombin' The L – 2:41
3. Too Hot – 3:14
4. Up On The Hill – 4:10
5. City Boy – 3:22
6. Passive/Aggressive – 3:27
7. Mi Corazon – 3:44
8. Southside – 4:45
9. Come Find Yourself – 5:02
10. I Can't Get With That – 4:33
11. Where The Bums Go – 2:09
12. 10th Street – 2:19
13. Smoke 'Em – 5:45
14. Got Our Love – 3:26
15. The Ballad Of NYC – 6:33
16. Methadonia – 3:44
17. Bear Hug – 2:34
18. Will I Be Ready – 8:15

### Disco 3
1. Take Me Back – 3:45
2. How It Be – 4:15
3. You Got A Problem – 3:00
4. That Ain't Right – 3:11
5. Run Daddy Run – 3:06
6. Is Ya Alright – 3:07
7. The Preacher – 3:08
8. Dickholder – 2:27
9. Gave Up On God – 5:16
10. Friday Night – 5:13
11. She Sings At The Sun – 4:02
12. Keep On Yellin' (feat. Roots Manuva) – 4:20
13. Conversations With Our Attorney – 2:40
14. The Girl With The Scar – 4:36
15. U No I Bin Livin' – 2:49
16. Mothertrucker – 2:37
17. Jive – 3:31